# XScale
인텔의 XScale(엑스스케일) 프로세서는 ARMv5 아키텍처를 기반으로 설계된 인텔의 모바일 프로세서 아키텍처로 핸드헬드 PC나 PDA에 폭넓게 사용되고 있는 모바일 프로세서 아키텍처이다. StrongARM CPU는 DEC사에서 개발되었고 인텔이 인수하면서 인텔의 상표를 달고 출고되었다. XScale은 이 StrongARM 프로세서의 후속작이다.
2006년 인텔이 XScale 관련 라이선스를 마벨사에 매각함에 따라 현재 XScale 기반 프로세서는 마벨(Marvell)사에서 제조되고 있다.

## XScale 기반 프로세서 나열

### PXA21x/25x 계열

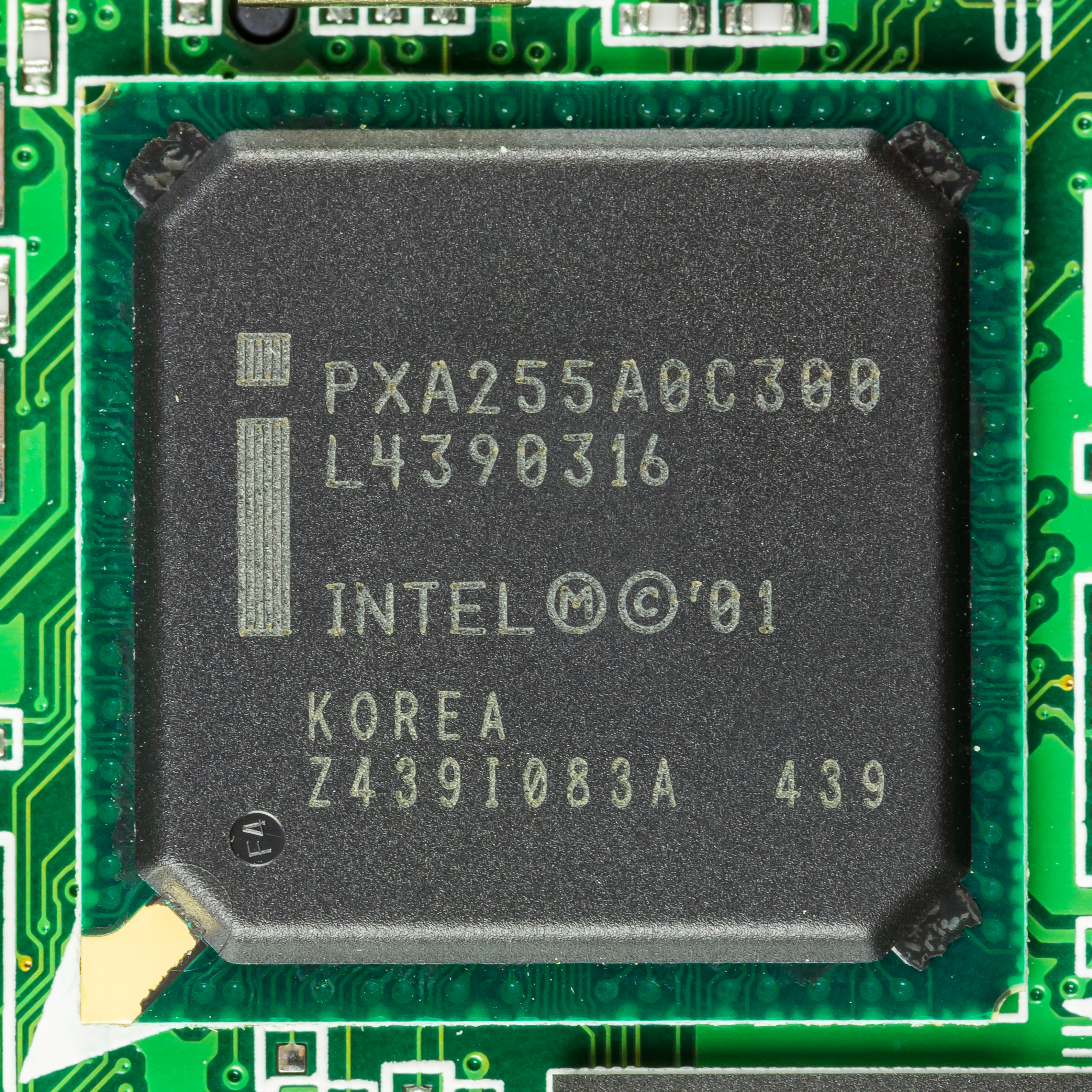
Intel PXA255

2002년 2월 출시 제품이고, PXA21x는 저전압, 중전압 두 가지 동작 전압 모드를 지원하며 25x의 경우 고전압 모드를 추가로 지원한다.

#### 저전압 모드(0.85V)
- 일반모드 100MHz, 터보모드 132MHz
- 50 ~ 99.5MHz PXBus Clock Speed
- 50 ~ 99.5MHz SDRAM Controller Clock Speed (99.5MHz)
- 0.765 ~ 0.935V 동작

#### 중전압 모드(1.00V)
- 일반모드 100MHz, 터보모드 200MHz
- 50 ~ 99.5MHz PXBus Clock Speed
- 50 ~ 99.5MHz SDRAM Controller Clock Speed (99.5MHz)
- 0.90 ~ 1.10V 동작

#### 고전압 모드(1.10V)
- 일반모드 200MHz, 터보모드 300MHz
- 50 ~ 99.5MHz PXBus Clock Speed
- 50 ~ 99.5MHz SDRAM Memory Clock Speed (99.5MHz)
- 0.99 ~ 1.21V 동작
- 특이사항 : PXA25x 에서만 지원하며 PXA255는 터보모드 동작 속도가 400MHz.

#### 공통/특이 사항
- 32KB I-Cache, 32KB D-Cache, 2KB Mini D-Cache
- AC97/I2S 오디오 지원
- USB-Client 지원
- 고속 UART 포트
- 흐름제어 가능 2번 UART 포트
- FIR, SIR 적외선 포트

### PXA26x 시리즈
2003년 3월 출시했고, 재원은 PXA255과 같다,

#### 공통/특이 사항
- Intel(R) StrataFlash 기술 지원

### PXA27x 시리즈
2004년 4월 출시했고, 개발 코드명 Bulverde. 이 시점부터 PXA 프로세서의 멀티미디어 관련 성능이 대폭 향상됐으며 향상된 전력 관리 기술을 지원하기 시작한다.

#### 지원 동작 속도
- 절전모드 208MHz, 일반모드 520MHz (일반적으로 사용되는 모드)
- 최저 104MHz ~ 최고 624MHz까지 동작 가능
- 104MHz PXBus Clock Speed
- 104MHz SDRAM Memory Clock Speed
- 2.25 ~ 3.75V 동작

#### 공통/특이 사항
- 32KB I-Cache, 32KB D-Cache, 2KB Mini D-Cache
- Intel(R) Wireless MMX (명령어 집합) Technology
- Wireless Intel SpeedStep Technology (소소한 결함이 있는 관계로 잘 사용되지 않음)
- AC97/I2S 오디오 지원
- USB-Client/Host 지원
- USB On-the-go(OTG) 지원
- 고속 3채널 UART 포트(두 개 포트는 하드웨어 흐름 제어 지원)
- FIR, SIR 적외선 포트
- 메모리 스틱 카드 인터페이스 지원

### PXA3xx 시리즈
2005년 8월에 출시되었다. 개발 코드명은 Monahans이다. PXA270의 성공을 바탕으로 제작된 프로세서로 XScale 기반 프로세서중 처음으로 1GHz 이상의 설계 클럭을 가진다.
이 제품은 인텔이 XScale 코어 라이선스를 Marvell사에 매각함에 따라 마벨이 생산하기 시작한다.

#### 지원 동작 속도
- 걸리는 부하에 따라 208 ~ 624MHz 사이의 가변 클럭 (일반적으로 사용되는 모드)
- 최저 104MHz ~ 최고 806MHz까지 동작 가능
- 설계 가능한 최고 클럭은 1.25GHz
- 208MHz Bus Clock Speed

#### 공통/특이 사항
- 32KB I-Cache, 32KB D-Cache, 2KB Mini D-Cache
- 256KB 캐시용 SRAM 내장
- x16 DDR SDRAM 지원
- Intel(R) Wireless MMX (명령어 집합)2 Co-Processor
- Wireless Intel SpeedStep Technology
- 하드웨어 수준의 멀티미디어 영상(JPEG)/비디오 가속 지원
- Intel(R) QuickCapture 카메라 가속 인터페이스 지원
- USB 2.0 Client 지원
- 2채널 USB Full-Speed(12MBps) Host 지원
- 4채널 SSP 인터페이스 지원
- OpenGL ES 1.1 3D 가속 지원
- Monahans 프로세서의 최고 실현가능 클럭은 1.25GHz이나 806MHz 이상부터는 전력 소비 효율이 급격히 저하되므로 잘 사용되지 않는다. (624MHz@800MIPS, 1.25GHz@1000MIPS)

## 같이 보기
- OMAP
- 삼성 엑시노스